# غيل شقصة

تعديل مصدري - تعديل

غيل شقصه هي إحدى قرى عزلة القارة بمديرية رصد التابعة لمحافظة أبين، بلغ تعداد سكانها 180 نسمة حسب تعداد اليمن لعام 2004.